# Pseudotolida
Pseudotolida là một chi bọ cánh cứng trong họ Mordellidae.
Chi này được miêu tả khoa học năm 1950 bởi Ermisch.

## Các loài
Chi này gồm các loài:
- Pseudotolida awana (Kôno, 1932)
- Pseudotolida ephippiata (Champion, 1891)
- Pseudotolida menoko (Kôno, 1932)
- Pseudotolida morimotoi Nomura, 1967
- Pseudotolida multisulcata Nomura, 1966
- Pseudotolida sinica Fan & Yang, 1995